# Zazil Há
Zazil Há, in maya "acqua chiara" (fl. XVI secolo), è stata una principessa messicana.

## Biografia
Zazil Há fu una principessa maya del XVI secolo del dominio (kuchkabal) di Chactemal (attuale Chetumal), che era governata da Nachan Can, suo padre. 
Era chiamata anche Ix Chel Ka'an.
Quando Gonzalo Guerrero riuscì a guadagnare la simpatia del padre nel dimostrare le sue grandi capacità come servitore e, successivamente, stratega militare, i due si sposarono. 
Ebbero tre figli che vengono considerati oggi i primi messicani. Inoltre, essi furono senza dubbio i primi meticci nati dall'incontro tra la cultura maya e quella dei conquistatori spagnoli.
I tre figli furono Gonzalo (1515), Juan (1517) e Rosario (1519).
Altrove si riporta che ebbero la figlia primogenita Ixmo, la quale fu sacrificata dai genitori a Chichén Itzá per porre termine alla piaga delle locuste.

## Onorificenze
In memoria sua e di suo marito Gonzalo Guerrero, a Chetumal è stato eretto nel 1981 il Monumento al Meticciato (Alegoría del mestizaje), scultura misurante 35 x 19 metri, realizzata in terroca (pietra artificiale) e cemento armato da Carlos H. Terrez.